# 994 a.C.

## Eventos
- Chineses foram atacados por um enorme exército. Shang Yang liderou essa euforia.[1]
- Tersipo, filho de Arquipo, sucede seu pai como arconte vitalício de Atenas.[2]

## Mortes
- Arquipo, o terceiro arconte vitalício de Atenas.[3]